# Economista
L'economista è lo studioso dell'economia nel suo complesso, il cui obiettivo è interpretare la società e il comportamento economico dei suoi agenti, individuandone metodi e teorie esplicative mediante ricerca e analisi scientifica. Il campo di indagine comprende lo studio del comportamento di tutti gli agenti economici: individui, famiglie, imprese, istituzioni, gruppi sociali, pubblica amministrazione, ecc. 
Gli economisti tendono perciò normalmente a specializzarsi in un settore specifico delle scienze economiche: i principali sono l'economia politica (economia pura) e l'economia aziendale (economia applicata).
Si considerano discipline integranti l'economia pura la politica economica, la scienza delle finanze e l'economia industriale. 
Vanno invece nell'economia aziendale la maggior parte degli altri settori dell'economia: il management e le sue articolazioni specialistiche quali corporate governance, strategia e organizzazione aziendale; l'economia finanziaria; la finanza aziendale; la ragioneria. Correlate all'economia, ma da essa distinte, sono ulteriori discipline non strettamente economiche come la matematica finanziaria, l'econometria, la statistica.

## Formazione
Le scienze economiche sono il tema di studi delle  facoltà universitarie di Economia, Management e Finanza in Italia, eredi del precedente corso di laurea quadriennale in "Economia e commercio". Sono oggi organizzate secondo un ciclo di studi di primo livello (laurea triennale) in seguito al quale è possibile proseguire con una laurea specialistica (biennale). Il corso è costruito con l'obiettivo di fornire una formazione di base nelle scienze economiche ed economico-aziendali, per poi proseguire gli studi ovvero andare a lavorare nel mondo delle imprese.
Una grande quantità di economisti si sono formati anche in altre facoltà appartenenti all'area delle scienze sociali, come nel caso della laurea in Scienze politiche, economiche, sociali e dell'amministrazione.
Molti esponenti della scienza economica italiana provengono dalle facoltà di Giurisprudenza, nella maggior parte dei casi discutendo una tesi di laurea in economia, come ad esempio lo stesso vincitore del Premio Nobel per l'economia Franco Modigliani e poi Francesco Forte, Paolo Sylos Labini, Paolo Leòn, Domenico Siniscalco e Guido Carli.
Tra i più noti Ministri economici (Economia e Finanze, Bilancio, Tesoro) dell'Italia repubblicana, oltre al già citato Carlo Azeglio Ciampi, vi sono stati i docenti universitari Luigi Einaudi, Ezio Vanoni, Beniamino Andreatta e  Giulio Tremonti.
Canali privilegiati di specializzazione post laurea delle scienze economiche sono oggi il master in business administration (MBA) e il dottorato di ricerca (Ph.D.), a cui si accede previo concorso pubblico.
A questi si affiancano una grande varietà di master universitari e corsi di specializzazione, il cui taglio risulta tuttavia in genere più applicativo che non di approfondimento concettuale.